# Fahrudin Solak
Fahrudin Solak (* 17. August 1973 in Rogatica)  ist ein bosnischer Politiker der Stranka demokratske akcije und der ehemalige Direktor der föderalen Zivilschutzbehörde der Föderation Bosnien und Herzegowina.

## Biografie
Er war während des Bosnienkrieges 1992–1995 in der bosnischen Hauptstadt Sarajevo und diente dort unter dem General Rasim Delić.
Fahrudin Solak ist bosniakischer Volkszugehörigkeit, verheiratet und hat drei Kinder.

## Respiratoren-Affäre
Solak sowie dem Premierminister der Föderation Bosnien und Herzegowina, Fadil Novalić, und dem Unternehmer Fikret Hodžić wird vorgeworfen, hinter der Respiratoren-Affäre zu stehen. Der Gesamtschaden beläuft sich auf ca. 5,25 Millionen Euro. Am 12. Mai 2020 wurde Solak vom Amt des Direktors der föderalen Zivilschutzbehörde durch das Parlament der Föderation Bosnien und Herzegowina suspendiert. Als im April die ersten 80 von 100 gekauften Respiratoren am Flughafen Sarajevo landeten, hatten Gutachter der Staatsanwaltschaft festgestellt, dass „nicht einmal ein Mindestmaß der Eigenschaften für eine adäquate Behandlung von Patienten auf Intensivstationen“ vorhanden sei, darunter auch die von COVID-19 betroffenen Patienten. Am 28. Mai 2020 wurde Fahrudin Solak, Fadil Novalić sowie der Unternehmer Fikret Hodžić auf Anordnung der Staatsanwaltschaft verhaftet und mit einer 24-stündigen Untersuchungshaft belegt. Solak und den anderen Beschuldigten wird seitens der Staatsanwaltschaft von Bosnien und Herzegowina Korruption, Geldwäsche, Macht und Amtsmissbrauch sowie Organisierte Kriminalität vorgeworfen. Die Herkunft des Geldes konnte die Staatsanwaltschaft bisher nicht ermitteln, da die Zivilschutzbehörde unter Fahrudin Solak zum Zeitpunkt des Kaufes der Respiratoren nicht das dringend benötigte Geld zur Verfügung hatte.
Fahrudin Solak wurde am 5. April 2023 im Zusammenhang mit der Respiratoren-Affäre durch den bosnischen Gerichtshof zu 6 Jahren Haft verurteilt, die Staatsanwaltschaft forderte jedoch 10 Jahre Haft und meldete zeitgleich nach der Urteilsverkündung eine Revision an.
Der Anklage für Korruption, Geldwäsche sowie Organisierte Kriminalität wurde er freigesprochen.